# Jive Software
Jive Software — американская софтверная компания, разработчик программной платформы для создания корпоративных социальных сетей, которая была основана в феврале 2001 года. Штаб-квартира находится в Калифорнии городе Пало-Альто. Офисы компании расположены по всему миру — в Портленде и Боулдере (США), Франкфурте (Германия), Тель-Авиве (Израиль), Лондоне (Великобритания).
13 Декабря 2011 компания Jive провела первичное размещение акций на фондовой бирже NASDAQ.

## Продукты
Флагманским продуктом компании Jive Software является Jive Engage (ранее известный как Clearspace или Jive SBS), социальное бизнес-ориентированное решение в масштабах всего предприятия, которое обладает богатыми возможностями для организации различных типов социальных сетей: внутренних, публичных, так и обоих одновременно.
Jive Engage employee — корпоративное программное обеспечение, которое применяется для управления базой знаний, облегчения взаимодействия сотрудников и совместной работы.
Jive Engage public — программное обеспечение корпоративного класса, которое используется для создания больших интернет-сообществ, а также для привлечения клиентов, продвижения и разработки брендов, товаров, услуг, проведения маркетинговых акций.